# تاماهیمه
تاماهیمه (به ژاپنی: 珠姫 たまひめ) (۱۵۹۹–۱۶۲۲ میلادی). او دختر دوم توکوگاوا هیده‌تادا و گو بود، خواهر بزرگتر او سن هیمه نام داشت. او با مائدا توشی‌تسونه ازدواج کرد.